# Carcinoma adenoide cístico
O carcinoma adenoide cístico (CAC) é uma neoplasia maligna de glândulas salivares (câncer) caracterizada pela natureza bifásica, de células ductais e mioepiteliais.

## Sinais e sintomas
Assim como outros tumores de glândula salivar, o CAC se apresente com sintomas não específicos, como uma massa de crescimento lento que pode causar invasão perineural frequentemente, sendo dificilmente diferenciado de tumores benignos clinicamente.

## Aspectos radiográficos e histológicos

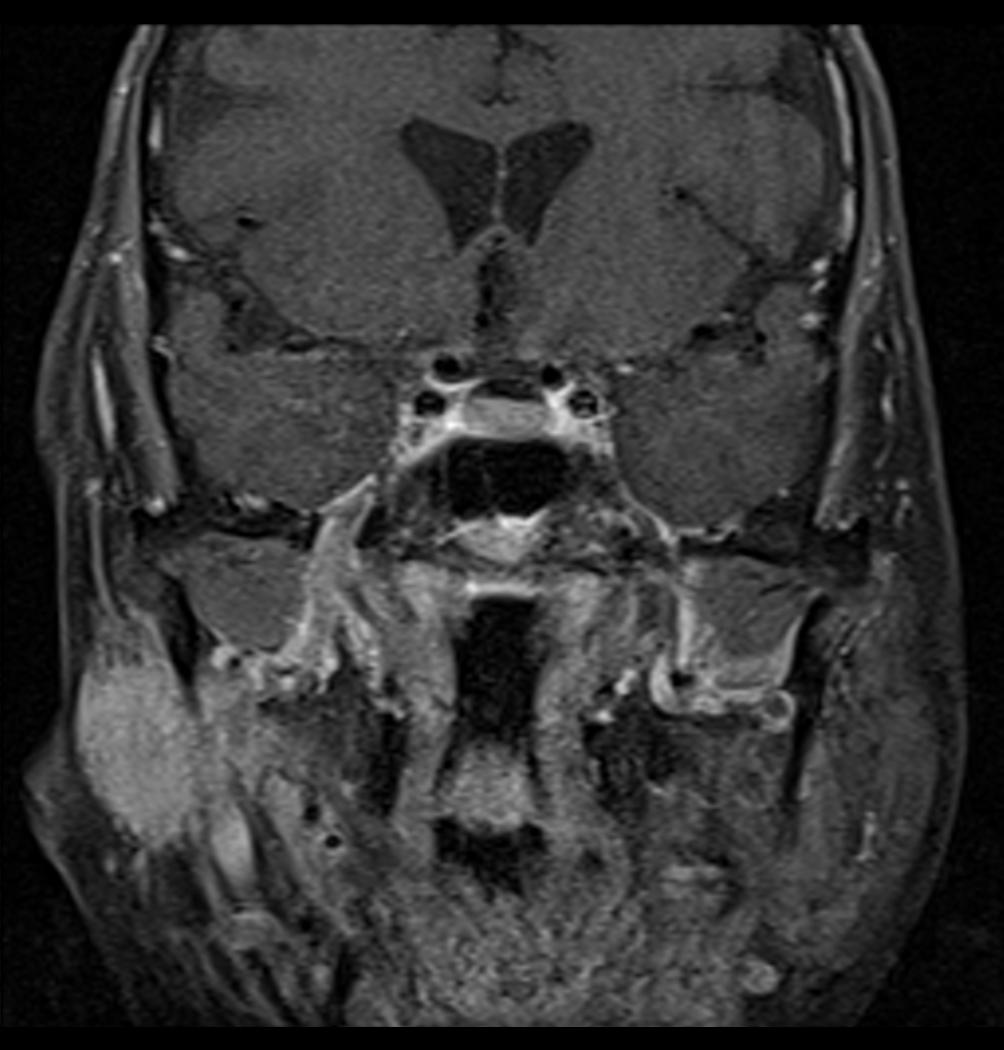
Corte coronal em ressonância magnética com contraste e supressão de gordura em T1: observa-se lesão hiperintensa (branca) no lado direito, com invasão perineural do nervo trigêmio.

Radiograficamente, o CAC se assemelha a outros tumores malignos, tendo aspecto hiperintenso na ressonância magnética em T1. Ele possui uma característica importante que pode ser visualizada com o seu crescimento nos exames de imagem, a invasão perineural: as células tumorais envolvem completamente o feixe nervoso dentro do tumor, aproveitando o trajeto do nervo para se espalhar para outras áreas.

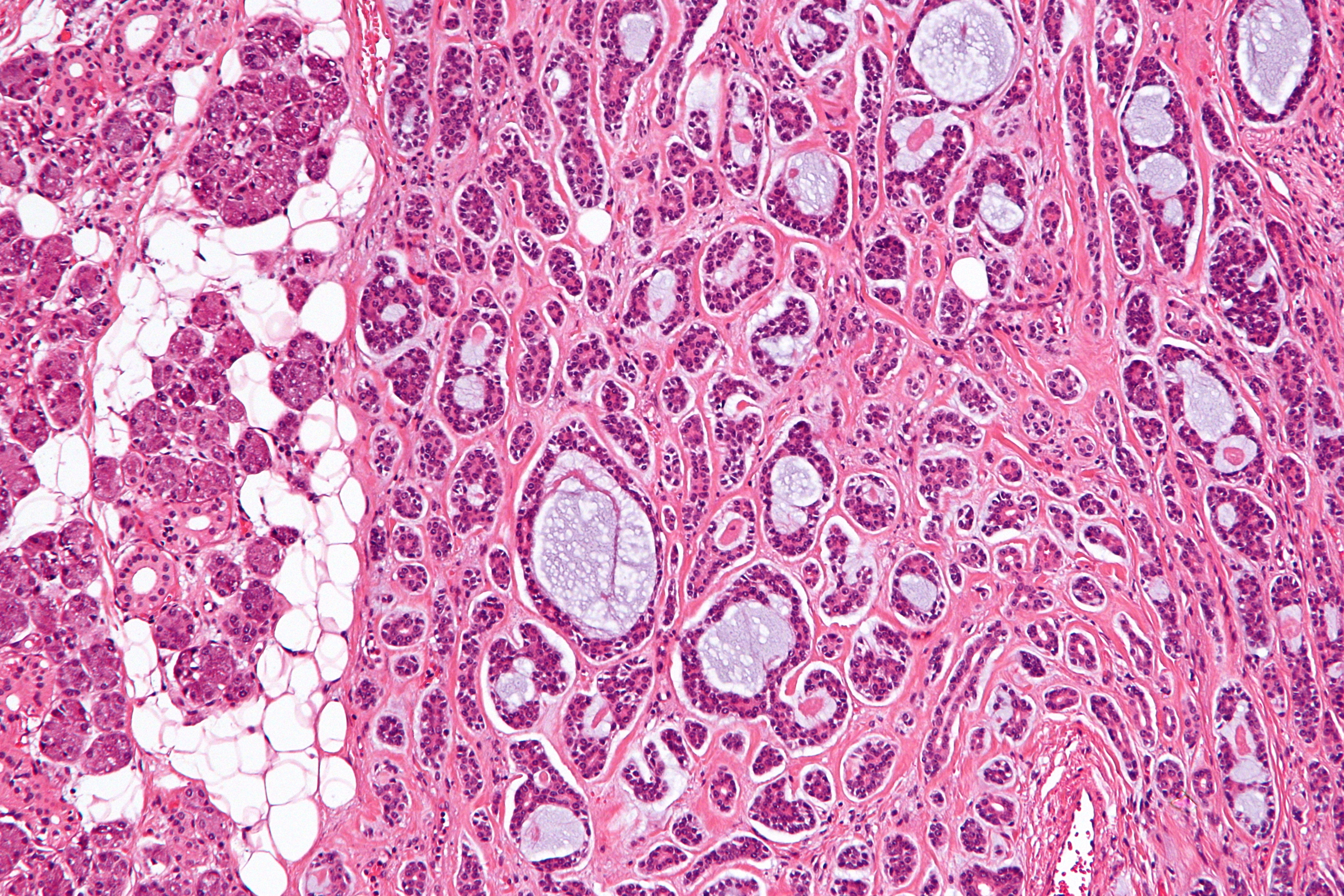
Carcinoma adenoide cístico (à direita da imagem): observa-se uma mistura de células mioepiteliais (predominantes, citoplasma escasso) e ductais. Tecido glandular normal à esquerda da imagem.

Histologicamente, o CAC é caracterizado pelo parênquima bifásico de células ductais e mioepiteilais: as células mioepiteliais possuem pouco citoplasma e núcleo escuro e angulado, de aparência basaloide. Ele pode possuir arquitetura tubular, cribiforme ou sólida. A arquitetura sólida é um fator de risco para mau prognóstico.
A invasão perineural é frequente no CAC, e pode ser observada microscopicamente.
Apesar de ser usualmente de baixo grau, o CAC pode se transformar em alto grau em uma pequena quantidade de casos: nesses tumores, se observa comedonecrose, mitoses frequentes e atipia nuclear. Esses tumores de alto grau possuem alto risco de disseminação linfonodal, metástase e risco de morte.
Raramente outras características podem estar presentes, como metaplasia (usualmente em casos de alto grau), ou a diferenciação das células mioepiteliais em células claras, lembrando um carcinoma epitelial-mioepitelial.

## Causas
O CAC está relacionado à transcrição do oncogene MYB na maioria dos casos: a forma mais comum da ativação de MYB é a fusão com o gene NFIB, resultado de uma translocação t(6;9); entre 60 a 90% dos CAC possuem a mutação de MYB-NFIB ou a fusão de MYBL1-NFIB.
Em outros casos, o MYB pode ser duplicado ou se fundir a outros genes que podem aumentar sua atividade. Ele é um gene que regula o ciclo celular, replicação e reparo do DNA e processamento do RNA, sendo um importante alvo diagnóstico e potencial alvo terapêutico no CAC.
A fusão do gene MYBL1 com o NFIB ou outros genes também é possível. 
Além disso, mutações na cadeia FGF-IGF-PI3K estão presentes em 30% dos casos, assim como de reguladores da cromatina (SMARCA2, CREBBP e KDM6A).
De forma geral, o CAC possui poucos focos de mutação, levando à conclusão de que os genes MYB e MYBL1 são os principais drivers oncogênicos da doença.

## Epidemiologia
O CAC representa 10% de todos os tumores de glândula salivar, e 30% de todos os tumores de glândulas salivares menores, sendo o mais frequente tumor maligno das glândulas salivares menores, e o segundo mais frequente nas glândulas salivares maiores. Ele é o tumor mais comum na submandibular, representando 28% de suas neoplasias.
Possui incidência semelhante entre homens e mulheres e maior incidência na faixa dos 50 anos.
Além de afetar as glândulas salivares, ele pode afetar glândulas secretoras fora da região de cabeça e pescoço, como no esôfago, mama, pulmões e vulva.

## Diagnóstico

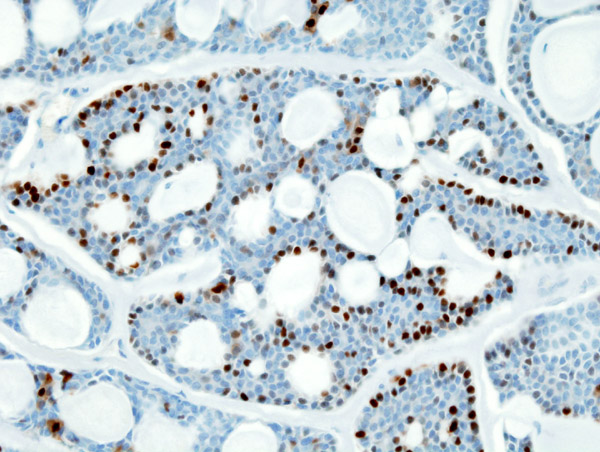
Imuno-histoquímica para S-100. Observa-se células marrons, que são positivas para S-100.

O diagnóstico do CAC se dá por exame anatomopatológico, e a imuno-histoquímica pode ajudar a direcionar o diagnóstico:
- Positivo para: CK7 e CAM 5.2 no componente ductal, e SMA, S-100, calponina, p40, p63, GFAP e citoqueratina no componente mioepitelial;[1]
- Superexpressão de MYB, ainda que não seja específico.[1][4]

O diagnóstico diferencial inclui:
- Carcinoma epitelial-mioepitelial;
- Adenocarcinoma de células basais;
- Adenocarcinoma polimórfico;
- Carcinoma de células escamosas;
- Carcinoma nasosinusal multifenotípico relacionado ao HPV.

## Prognóstico e tratamento
O prognóstico do CAC depende do estadiamento TNM, margens do tumor, índice mitótico e arquitetura tumoral, mas de forma geral, é um tumor com prognóstico desfavorável a longo prazo: possui alto risco de invasão perineural, de recidiva local e à distância, com uma sobrevida em 5 anos razoável (55 a 89%), mas que se torna muito desfavorável em 15-20 anos (20 a 40%). O risco de recidiva local varia entre 16 a 67%, e o risco de metástase entre 8 e 46%, sendo o pulmão o local mais afetado por metástase.
A presença de arquitetura sólida é um indicador prognóstico importante, e a sua presença aumenta o risco de recidiva e de mortalidade.
| Classificação do grau do CAC pela arquitetura tumoral     |                                      |
| Perzin 1978 e Szanto 1984                                 | Van Weert 2015, Zhang 2013 e Xu 2018 |
| Grau 1 (baixo grau): sem componente sólido                | Grau 1: sem componente sólido        |
| Grau 2 (grau intermediário): 1 - 29% de componente sólido | Grau 2: com componente sólido        |
| Grau 3 (alto grau): ≥ 30% de componente sólido            |                                      |

Além da arquitetura tumoral, outros fatores que indicam pior prognóstico incluem sexo feminino, idade avançada, localização nasosinusal, invasão linfovascular, transformação em alto grau e invasão intraneural.
O tratamento consiste na ressecção cirúrgica completa com margens livres, e a maior parte dos pacientes recebe radioterapia adjuvante pelo alto risco de recidiva local e a sobrevida a longo prazo baixa. Considerando que a remoção do tumor é difícil pelo seu crescimento descontínuo, graças à invasão perineural, ilhotas tumorais podem existir sem conexão com a massa tumoral principal, e o uso da ressonância magnética é recomendado para analisar o trajeto dos nervos até a base do crânio. A quimioterapia é normalmente reservada para pacientes com metástase. Para os pacientes com tumores inoperáveis, recidivantes ou com doença residual após cirurgia, a radioterapia é considerada o tratamento mais eficaz.
Ensaios clínicos investigando o efeito de inibidores de tirosina quinase como axitinibe e dovitinibe no tratamento do CAC estão em andamento.